# سيمون لوي
سيمون لوي (بالإنجليزية: Simon Lowe)‏ (26 ديسمبر 1962 بوستمنستر في المملكة المتحدة - ) هو لاعب كرة قدم بريطاني في مركز الهجوم. لعب مع كولتشستر يونايتد ونادي بارنسلي ونادي هارتلبول يونايتد ونادي يورك سيتي ونادي سكاربورو ونادي هاليفاكس تاون وفريكلي أثلتيك ‏ وOssett Albion A.F.C. ‏ وأوست تاون ‏ وغولتاون ‏ وGlasshoughton Welfare A.F.C. ‏ وPontefract Collieries F.C. ‏.